# 怡土康男
怡土 康男（いど やすお、1945年（昭和20年）2月27日 - 2012年（平成24年）5月25日）は、日本の政治家。福岡県うきは市長（2期）。

## 来歴
福岡県出身。鳥取大学農学部中退。吉井町役場に入り、助役となる。2005年合併により発足したうきは市の市長選挙に当選。初代市長となる。2009年に無投票当選。2期目途中の2012年5月25日、肺炎のため福岡県福岡市の病院で死去、67歳。前月下旬より顎の腫瘍などで入院していた。死没日をもって旭日双光章追贈、正六位に叙される。